# Tjuoltajaure (Jukkasjärvi socken, Lappland)
Tjuoltajaure är en sjö i Kiruna kommun i Lappland och ingår i Torneälvens huvudavrinningsområde. Sjön har en area på 0,19 kvadratkilometer och ligger 471,5 meter över havet. Tjuoltajaure ligger i Rautas fjällurskog Natura 2000-område. Sjön avvattnas av vattendraget Kajtasijoki.

## Delavrinningsområde
Tjuoltajaure ingår i det delavrinningsområde (755858-167363) som SMHI kallar för Ovan 755660-167283. Medelhöjden är 544 meter över havet och ytan är 18,52 kvadratkilometer. Det finns inga avrinningsområden uppströms utan avrinningsområdet är högsta punkten. Kajtasijoki som avvattnar avrinningsområdet har biflödesordning 3, vilket innebär att vattnet flödar genom totalt 3 vattendrag innan det når havet efter 427 kilometer. Avrinningsområdet består mestadels av skog (75 procent) och kalfjäll (16 procent). Avrinningsområdet har 1,25 kvadratkilometer vattenytor vilket ger det en sjöprocent på 6,7 procent.